# 三溪乡 (巫山县)
三溪乡，是中华人民共和国重庆市巫山县下辖的一个乡镇级行政单位。

## 行政区划
三溪乡下辖以下地区：
三溪村、关坪村、桂坪村、九镇村、后椅村、木耳村、团包村、高垭村、丹凤村、田家村、红花村、石印村、南山村、双龙村、月池村、白鹤村、庙垭村和石柱村。